# Othreis toddi
Othreis toddi är en fjärilsart som beskrevs av De Zayas 1965. Othreis toddi ingår i släktet Othreis och familjen nattflyn. Inga underarter finns listade i Catalogue of Life.